# Momisis aegrota
Momisis aegrota es una especie de escarabajo longicornio del género Momisis, tribu Astathini, subfamilia Lamiinae. Fue descrita científicamente por Pascoe en 1867.

## Descripción
Mide 9,25-12 milímetros de longitud.

## Distribución
Se distribuye por Indonesia.